# Stadtmuseum Traiskirchen
Das Museum Traiskirchen ist ein seit 1988 bestehendes, wesentlich auf Freiwilligenarbeit beruhendes regionales Museum in der niederösterreichischen Stadt Traiskirchen, das vor allem den Lebenswelten der ersten Hälfte des 20. Jahrhunderts gewidmet ist. Es zeigt auf über 3000 m² Fläche in den denkmalgeschützten ehemaligen Räumlichkeiten des Möllersdorfer Werkes der Vöslauer Kammgarnfabrik Schauobjekte aus Weinbau, Landwirtschaft, Handel und Gewerbe, Industrie, Feuerwehr, Vereins- und Schulwesen. Mit dieser Größe und 35 Räumen ist es das größte Heimatmuseums Niederösterreichs.
Originalgetreu nachgebaute Geschäfte, darunter Bäckerei, Schuster, Greißler, Tischlerei, Fotograf, Friseur, Schneiderei, Graveur, Uhrmacher und Trafik vermitteln einen lebendigen Eindruck von den Lebensverhältnissen vor der letzten Jahrhundertmitte. 
Weitere Teile des Museums sind eine Radio- und Phonosammlung, eine Oldtimerschau, eine Sammlung von Polizei- und Gendarmeriekappen aus der ganzen Welt. Ein Schauraum ist dem in Traiskirchen geborenen Wissenschaftler Universitätsprofessor Otto Vogl gewidmet. Zahlreiche Exponate sind der Geschichte der Lokalbahn Wien–Baden gewidmet. Das Feuerwehrmuseum thematisiert das Feuerlöschwesen von der Antike bis zur letzten Jahrtausendwende. 
Seit April 2005 gibt es die Dauerausstellung Matadormuseum mit 70 beweglichen Modellen. Vor etwa 100 Jahren erfand Johann Korbuly aus Wien dieses Spielzeug für seine Söhne und gründete in der Nähe die Fabrik, wo der Matador industriell hergestellt wurde.
Auch dem Anker-Steinbaukasten wurde ein Sonderausstellung gewidmet. 
In der Nebenhalle zeigt das Museum die größte Feuerwehrausstellung Österreichs.